# Campylomormyrus orycteropus
Campylomormyrus orycteropus es una especie de pez elefante eléctrico perteneciente al género Campylomormyrus en la familia Mormyridae presente en varias cuencas hidrográficas de África, entre ellas el lago Mweru y el río Lualaba. Es nativa de la República Democrática del Congo; y puede alcanzar un tamaño aproximado de 32,0 cm.

## Estado de conservación
Respecto al estado de conservación, se puede indicar que de acuerdo a la IUCN, esta especie puede catalogarse en la categoría «Datos insuficientes (DD)».